# Multareis cornutus
Multareis cornutus är en insektsart. Multareis cornutus ingår i släktet Multareis och familjen hornstritar.

## Underarter
Arten delas in i följande underarter:
- M. c. lawsoni
- M. c. cornutus